# Calocarcelia trinitatis
Calocarcelia trinitatis là một loài ruồi trong họ Tachinidae.